# San Nicolás (Copán)
San Nicolás è un comune dell'Honduras facente parte del dipartimento di Copán.
Il comune venne istituito nel 1835.